# Menidia conchorum
Menidia conchorum är en fiskart som beskrevs av Hildebrand och Isaac Ginsburg 1927. Menidia conchorum ingår i släktet Menidia och familjen Atherinopsidae. IUCN kategoriserar arten globalt som nära hotad. Inga underarter finns listade i Catalogue of Life.